# Bătălia de la Montgisard
Bătălia de la Montgisard a avut loc între Saladin și Regatul Ierusalimului pe 25 noiembrie 1177.

## Context
În 1177, regatul cruciat se afla în fața unei crize de succesiune. Regele Balduin al IV-lea era un lepros și nu putea lăsa un moștenitor. Sora lui, Sibila, era lăsată văduvă și gravidă de către William de Montferrat, iar nobilii regatului începuseră să caute un alt soț potrivit. În același timp, Filip de Alsacia, conte de Flandra, sosise în pelerinaj și ceruse ca Sibila să fie măritată cu unul dintre vasalii săi. Filip și Balduin plănuiau de asemenea o alianță cu Imperiul Bizantin pentru un atac naval asupra Egiptului; însă nici unul dintre aceste planuri nu a fost pus în aplicare.
Între timp, Saladin plănuia propria sa invazie asupra regatului, dinspre Egipt. Aflând despre planurile lui Saladin, Balduin al IV-lea a părăsit Ierusalimul cu, potrivit lui William de Tir, numai 375 de cavaleri pentru a încerca o defensivă la Ascalon, însă Balduin a rămas blocat acolo de către Saladin care, potrivit din nou lui William de Tir, avea 26.000 de oameni. Însoțindu-l pe Balduin era Renaud de Chatillon, lord de Transiordania, care tocmai fusese eliberat din captivitate la Alep, în 1176. Raynald era un inamic înrăit al lui Saladin și totodată comandantul armatei, deoarece regele Balduin era prea bolnav pentru o astfel de sarcină. Călătorind de asemenea cu armata erau Odo de St Amand, maestrul Cavalerilor Templieri, Balduin de Ibelin, fratele său Balian, Reginald de Sidon și Josselin al III-lea de Edessa. O altă armată a templierilor a încercat să se regrupeze cu Balduin la Ascalon, însă au fost asediați de asemenea la Gaza.

## Bătălia
Saladin și-a continuat marșul spre Ierusalim, gândindu-se că Balduin nu va îndrăzni să-l urmărească cu atât de puțini oameni. El a atacat Ramla, Lydda și Arsuf, însă, din cauză că nu considera că Balduin prezintă vreun pericol, a permis armatei sale să se răspândească pe o suprafață mare, pentru a jefui și a distruge. Cu toate acestea, atât Balduin, cât și templierii au reușit să scape de blocade și să mărșăluiască de-a lungul coastei, sperând să-l întâlnească pe Saladin înainte ca acesta să ajungă la Ierusalim.
Forțele combinate ale lui Balduin și ale templierilor numărau cavalerii lui Balduin, 80 de templieri și câteva mii infanterie. L-au întâlnit pe Saladin la Montgisard, lângă Ramla, surprinzându-l complet, deoarece armata sa nu putea evita bătălia. Saladin și-a reorganizat armata cât mai repede posibil, împărțind-o într-un centru flancat de două aripi înaintate, una dintre care era comandată de nepotul său, Taqi al-Din, însă cavaleria nu se odihnise de când plecaseră din Egipt, iar caii erau epuizați de oboseală. În timp ce Saladin își manevra flancurile astfel încât un deal din apropiere să îi asigure ariergarda, creștinii au atacat linia centrală.
Musulmanii au fost puși pe fugă cu pierderi grele, iar proviziile au căzut în mâinile creștinilor. Fiul lui Taqi al-Din, Ahmed, a fost omorât în luptă, iar juristul Diya al-Din Isa a fost luat prizonier. Saladin însuși a scăpat numai datorită cămilei sale de curse. Traducerile în franceza veche a scrierilor lui William de Tir, atribuite în mare parte lui Ernoul, susțin că Sfântul Gheorghe a luptat în acea zi alături de Balduin și Raynald.
Balduin l-a urmărit pe Saladin până la căderea nopții și apoi s-a retras la Ascalon. Inundat de zece zile de ploi torențiale și suferind pierderea a aproximativ 90 la sută din armata sa, inclusiv garda sa personală de mameluci, Saladin a fugit înapoi în Egipt, hărțuit de beduini de-a lungul drumului. Numai o zecime din armata lui a reușit să se întoarcă în Egipt împreună cu el.

## Rezultat
Saladin, temându-se de fragilitatea dominației sale asupra Egiptului și a alianței cu vasalii săi sirieni, a răspândit propaganda că de fapt creștinii au fost cei care au pierdut bătălia; Balduin și-a propagandizat victoria de asemenea. El a ridicat o mănăstire benedictină pe câmpul de bătălie, dedicată Sf. Caterina de Alexandria, a cărei zi de serbare picase chiar în ziua bătăliei. Cu toate acestea, a fost o victorie dificilă; Roger de Moulins, maestru al Cavalerilor Ospitalieri, a relatat că 1.100 de oameni fuseseră omorâți, iar 750 se întorseseră acasă răniți.
Între timp, Raymond al III-lea de Tripoli și Bohemund al III-lea de Antiohia i s-au alăturat lui Filip de Alsacia într-o expediție separată împotriva cetății Harim din Siria. Asediul Harimului a durat până în 1178, iar înfrângerea lui Saladin la Montgisard l-a împiedicat să intervină în ajutorul vasalilor săi sirieni. În ciuda unui an de relativă pace, până în 1179, Saladin a reușit să își reia atacurile asupra regatului și să inițieze o nouă decadă de războaie care va culmina cu bătălia de la Hattin din 1187.

## Ficțiune
În filmul din 2005 Regatul Cerului se face aluzie la bătălia de la Montgisard, drept o bătălie în care regele Balduin al IV-lea, în vârstă de 16 ani, l-a învins pe Saladin.
O referire la bătălie este făcută și în romanul autorului suedez Jan Guillou, Tempelriddaren (Cavalerii Templieri) (ISBN 91-1-300733-5), în care protagonistul, Arn Magnusson (de Gothia) este portretizat drept un înalt membru al Cavalerilor Templieri, care a comandat un contingent al armatei în bătălia de la Montgisard.